# Trịnh Xá
Trịnh Xá là một xã thuộc thành phố Phủ Lý, tỉnh Hà Nam, Việt Nam.

## Địa lý
Xã Trịnh Xá có diện tích 6,04 km², dân số năm 1999 là 5.476 người, mật độ dân số đạt 907 người/km².

## Lịch sử
Dưới thời Lê vào khoảng năm 1624, Thượng thư Nguyễn Khải đã cho chuyển thủ phủ Trấn Sơn Nam từ thôn Tường Lân (xã Trác Văn), huyện Duy Tiên, phủ Lý Nhân đến đóng ở thôn Châu Cầu thuộc Tổng Phù Đạm, huyện Kim Bảng, phủ Lỵ Nhân, Trấn Sơn Nam Thượng.
Đến năm 1832, vua Minh Mạng quyết định bỏ đơn vị trấn thành lập đơn vị hành chính tỉnh, phủ Lỵ Nhân được đổi là phủ Lý Nhân thuộc tỉnh Hà Nội.
Đến tháng 10 năm 1890 (đời vua Thành Thái năm thứ 2), tỉnh Hà Nam được thành lập trên cơ sở phủ Lý Nhân của tỉnh Hà Nội, tỉnh lỵ đặt tại thôn Châu Cầu, huyện Kim Bảng (sau được chuyển thành thị xã Hà Nam).
Cùng với nghề làm trống Đọi Tam, dệt lụa Nha Xá..., nghề mộc làng Bùi (Trịnh Xá, TP. Phủ Lý, Hà Nam) là 1 trong số 24 nghề truyền thống lâu đời của tỉnh Hà Nam. Được biết, nghề mộc làng Bùi đã có từ thời xa xưa. Những sản phẩm làm từ gỗ của họ được các vua chúa triều Nguyễn yêu thích. Tiếng tăm làng nghề bay xa khắp Bắc - Trung - Nam. Không phải chỉ bây giờ mà từ những thế hệ trước, người làng Bùi đã ra Hà Nội từ rất lâu để kiếm sống bằng nghề thợ mộc.
Ở Hà Nội từ thời Pháp thuộc, cách đây gần trăm năm trước đã có những khu phố chuyên tập trung những người thợ mộc lành nghề đến từ làng Bùi; ví dụ như: phố Nguyễn Đình Chiểu, phố Hàng Da - Hàng Điếu (quanh khu vực chợ Hàng Da), chợ Cửa Nam, phố Quốc Tử Giám - Hàng Bột,...

## Hành chính
Xã Trịnh Xá được chia thành 8 làng: Bùi, An Thư, Hoàng (Vàng), Thượng, Tràng, Nguyễn, Đôn Trung, Đôn Vượt.